# Evil Conduct
Evil Conduct és un grup d'oi! neerlandès que canta en anglès.

## Història
Evil Conduct es va fundar a Roermond l'any 1984. Durant la dècada del 1980 el grup només va publicar una maqueta, que el 1992 es va reeditar per mitjà de Streetwise Records quan el grup ja havia aconseguit un cert nivell de popularitat en l'escena musical dels Països Baixos.
El 1998, Evil Conduct es va reformar després d'un llarg període d'inactivitat i va publicar el seu primer àlbum Sorry... No l'any 2000 amb el segell discogràfic Skanky'Lil Records. L'àlbum va ser rebut favorablement i va establir les bases per a l'èxit internacional després d'una gira per Europa. El 2002 es va publicar el seu segon àlbum, Eye For An Eye, amb el segell alemany Knock Out Records, seguit el 2006 pel seu tercer àlbum King Of Kings. A finals de novembre de 2010 va publicar el seu quart àlbum Rule O.K. El disc compartit del 2012 amb Old Firm Casuals, un projecte paral·lel del guitarrista i cantant Lars Frederiksen de Rancid, va contribuir encara més a la seva fama internacional.
Després d'un parèntesi el 2015, Evil Conduct va tornar als escenaris la tardor de 2018.

## Discografia
- 2000 – Sorry... No (Skanky 'Lil Records)
- 2002 – Eye for an Eye (Knock Out Records)
- 2007 – King of Kings (Knock Out Records)[7]
- 2010 – Rule O.K. (Randale Records)
- 2012 – Working Class Anthems (Randale Records)
- 2014 – Today's Rebellion (Randale Records)[8]
- 2023 – 10 Tracks... No Bullshit (Randale Records)